# Кусметов, Абытай
Абытай Кусметов (1923—1948) — старшина Рабоче-крестьянской Красной Армии, участник Великой Отечественной войны, полный кавалер ордена Славы (1944, 1944, 1945).

## Биография

### До войны
Родился в 1923 году в селе Коктерек (ныне Катон-Карагайский район, Восточно-Казахстанская область в семье крестьянина. Казах. Окончив 4 класса, работал бригадиром в колхозе.

### Во время войны
В Красной Армии и на фронтах Великой Отечественной войны с июня 1942 года.

### Описание подвигов
- Сапер сапёрного взвода 997-го стрелкового полка (263-я стрелковая дивизия, 51-я армия, 4-й Украинский фронт) красноармеец Абытай Кусметов при подготовке к штурму города Севастополь семь раз действовал в составе группы разграждения, проделал два прохода в проволочных заграждениях и минном поле противника, обезвредив сорок мин. 9 апреля 1944 года в составе разведывательной группы ворвался на окраину Севастополя и огнём из автомата и гранатами уничтожил до десяти гитлеровцев. За мужество и отвагу, проявленные в боях, 30 мая 1944 года награждён орденом Славы 3-й степени.
- Командир отделения сапёрного взвода 997-го стрелкового полка (263-я стрелковая дивизия, 2-я гвардейская армия, 1-й Прибалтийский фронт) младший сержант Абытай Кусметов в боях за населённый пункт Папиле, расположенный в сорока километрах северо-восточнее литовского города Шяуляй, под огнём неприятеля прикрыл танкоопасные места противотанковыми минами, на которых подорвалось два вражеских танка. 22 августа 1944 года, действуя в составе стрелковой роты, младший сержант Кусметов проделал проход в минном поле противника и в числе первых ворвался в расположение гитлеровцев. В результате стремительного броска был занят литовский населённый пункт Саунорай. 14-23 августа 1944 года под ураганным огнём противника Абытай Кусметов в составе отделения установил перед фронтом полка десять противотанковых и четыре противопехотных минных поля. За мужество и отвагу, проявленные в боях, 26 ноября 1944 года награждён орденом Славы 2-й степени.
- Командир саперного отделения 997-го стрелкового полка (263-я стрелковая дивизия, 43-я армия, 1-й Прибалтийский фронт) сержант Абытай Кусметов 10 января 1945 года в бою за город Рагнит, расположенный в 12-и километрах восточнее города Тильзит — ныне г. Советск (Калининградская область) — под огнём противника в составе группы сапёров устроил двенадцать проходов в проволочном заграждении и минных полях, обезвредив свыше 30-и противотанковых и противопехотных мин. 19 января 1945 года в бою за населённый пункт Хайнрихсвальде, ныне — г. Славск Калининградской области, действуя в разведке, воин-сапёр Кусметов обнаружил группу противника, обходящую батальон с тыла, и своевременно доложил об этом командованию 997-го стрелкового полка. В результате внезапной атаки советских пехотинцев до взвода гитлеровцев было уничтожено. Указом Президиума Верховного Совета СССР от 24 марта 1945 года за образцовое выполнение заданий командования в боях с немецко-фашистскими захватчиками награждён орденом Славы 1-й степени (№ 143), став полным кавалером ордена Славы.

### После войны
В 1945 году старшина Кусметов А. демобилизован. Жил на родине в казахстанском селе Кок-Терек. Скончался в 1948 году.